# I. F. Stone
Isidor Feinstein Stone (24 de diciembre de 1907-18 de junio de 1989), conocido como I. F. Stone o también como Izzy Stone, fue un iconoclasta periodista estadounidense de investigación. Es recordado por haber dirigido el semanario I. F. Stone's Weekly que fue situado en el lugar dieciséis de la lista de las 100 mejores obras periodísticas del siglo XX en una encuesta entre periodistas estadounidenses.

## Biografía
Isidor Feinstein Stone nació en Filadelfia. Sus padres fueron inmigrantes rusos de origen judío que poseían una tienda en Haddonfield, Nueva Jersey. Su hermana es la periodista y crítica cinematográfica Judy Stone. Stone estudió filosofía en la Universidad de Pensilvania, y siendo estudiante escribió para el The Philadelphia Inquirer.
Stone puso en marcha su primer periódico, el Progress, mientras estudiaba su segundo año en la Escuela secundaria Haddonfield Memorial. Después, trabajó para el Haddonfield Press y el Camden Courier-Post. Fue al abandonar sus estudios en la Universidad de Pensilvania, cuando se unió a The Philadelphia Inquirer, entonces conocido como «la biblia republicana de Pensilvania». Influenciado por la obra de Jack London, Stone se convirtió en un periodista comprometido, empezando a trabajar para el periódico rival del Inquirer, el Philadelphia Record, del demócrata liberal J. David Stern, y se trasladó al New York Post, después de que fuera comprado por Stern durante la Gran Depresión. En los años treinta, desempeñó un papel activo en la oposición del Frente Popular, dominado entonces por los comunistas,  a Adolf Hitler. Pero tras el pacto Hitler-Stalin, en agosto de 1939, escribió a un amigo diciéndole no ser más «un compañero de viaje», y utilizó su columna de The Nation para denunciar a Stalin como «el maquiavelo de Moscú que de pronto encuentra la paz tan divisible como las llanuras y marismas polacas».
En 1929, Stone se casó con Esther Roisman que más tarde sería su asistente en I.F. Stone's Weekly. Permanecieron casados hasta su muerte y tuvieron tres hijos: Celia, Jeremy y Christopher.

## Carrera profesional

### New York Post
Stone empezó a trabajar para el New York Post en 1933 y durante este período apoyó a Franklin Roosevelt y el New Deal. Su primer libro, The Court Disposes (1937), criticaba el papel de la Corte Suprema en el bloqueo de las reformas del New Deal. En 1937, Stone empezó a firmar con I. F. Stone, por consejo de un editor que le dijo que sus escritos políticos tendrían mejor recepción si no eran percibidos como judíos. Años después afirmaría «todavía sertirse mal» por el cambio, y se refirió a sí mismo com «Izzy» a lo largo de toda su carrera.

### The Nation
Después de dejar New York Post en 1939, Stone se convirtió en editor asociado del semanario liberal  The Nation. Su siguiente libro Business as Unusual (1941) fue un ataque al programa de preparación para la guerra.
Las revelaciones de Stone sobre el FBI para The Nation durante la guerra causaron un profundo bochorno a J. Edgar Hoover, cuando Stone reveló el fanatismo de las cuestiones que el FBI planteaba para descubrir subversivos en el servicio civil. «¿Se relaciona con negros? ¿Tiene muchos amigos judíos? ¿Piensa que las personas de color son tan buenas como la blanca? ». En su columna, Stone afirmó que «preguntas así son usadas como una criba para separar a los antifascistas y liberales del gobierno. No tienen otro objetivo».
En 1946, la editora de The Nation, Freda Kirchwey, despidió a Stone cuando descubrió que había firmado como corresponsal por el periódico izquierdista de Nueva York PM para cubrir el Movimiento de Resistencia Judía en el Mandato británico de Palestina.

### Trabajo paraPM
Después de la Segunda Guerra Mundial, Stone viajó a Oriente Próximo para informar sobre los esfuerzos de los judíos orientales europeos para entrar en Palestina. Su experiencia fue relatada primero en PM, y después en su libro Undeground to Palestina (1948). Stone escribió que las personas desplazadas hacían grandes esfuerzos para alcanzar la tierra judía, aunque habría sido más sencillo para ellos emigrar a los Estados Unidos, porque
Habían sido maltratados por ser judíos y ahora querían vivir como judíos. Una y otra vez oí decir: «Queremos construir una nación judía... Estamos cansados de poner nuestro sudor y nuestra sangre en lugares en los que no somos bienvenidos.» Estos judíos quieren el derecho a vivir como un pueblo, constituirse como pueblo, hacer su contribución al mundo como un pueblo. ¿Son sus aspiraciones menos dignas de respeto que las de cualquier otro pueblo oprimido?
Stone compartió las aspiraciones sionistas y apoyó vigorosamente que la creación del Estado de Israel fuera reconocida por el gobierno de los Estados Unidos. Al igual que otros sionistas moderados, incluyendo el distinguido diplomático y, más tarde, ministro israelí Abba Eban, Stone también defendió un estado binacional en el cual judíos palestinos y árabes palestinos pudieran vivir juntos. Con el paso de los años, Stone simpatizó cada vez más con la difícil situación de los árabes palestinos.

### I. F. Stone's Weekly
Entre 1930 y 1940, Stone había sido un periodista popular. Pero en 1950 fue puesto en la lista negra del Macarthismo y le fue imposible trabajar. En 1953, inspirado por el ejemplo del periodista Georges Seldes y su semanario político, In Fact, Stone empezó a publicar su propio medio independiente, I.F. Stone's Weekly. En los años siguientes, el periódico de Stone haría campaña contra el Macarthismo y la discriminación racial en los Estados Unidos. 
En 1964, basándose en evidencias extraídas de informes públicos, Stone fue el único periodista estadounidense en desafiar la explicación del presidente Lyndon B. Johnson del incidente del Golfo de Tonkin, que fue usado para obtener la autorización del congreso para una escalada en la guerra de Vietnam. A lo largo de los años sesenta y setenta, Stone persistió en exponer los errores y falacias de la política estadounidense en Vietnam. A medida que aumentó la desaprobación de la guerra, se incrementó también la popularidad de Stone que encontró cada vez más audiencia para su I.F. Stone's Weekly. En su punto álgido en los sesenta, llegó a tener en circulación 70.000 ejemplares y una considerable influencia.
Cientos de artículos originalmente publicados en el Weekly fueron después publicados en The I.F. Stone's Weekly Reader (1973), y en tres volúmenes de la obra completa de Stone llamada A Noncomformist History of Our Times (1989).

### Retiro, enseñanza y muerte
Stone cerró el I.F. Stone's Weekly a finales de 1971 por problemas de salud. A partir de ese momento empezó a colaborar con el New York Review of Books. Después de retirarse se convirtió en un estudioso de los clásicos, estudiando los orígenes de la libertad de pensamiento en la Grecia clásica en la época de Sócrates. En 1981, salió de su retiro para escribir una serie de artículos en The Nation y New York Times en respuesta a las acciones de la administración Reagan.
Stone murió de un ataque cardíaco en Boston  el 18 de junio de 1989.

### Investigación del FBI
En septiembre de 1994, el FBI publicó información reconociendo que había vigilado de cerca a Stone durante los últimos 30 años. Esta no había sido una tarea fácil porque los informes del FBI listaban a Stone bajo varios nombres diferentes. El archivo de Stone, 1794 p. fue hecho público bajo la Freedom of Information Act. Parte de la información fue suprimida. El archivo revela más información sobre las operaciones del FBI que sobre el propio Stone, e ilustra las dificultades que supoñía para el FBI obtener evidencias incriminatorias contra este disidente que opinó sobre todo tipo de cuestiones políticas a lo largo de seis décadas.

## Estilo periodístico
Stone se convirtió en legendario entre los periodistas estadounidenses por su intenso compromiso político y la defensa de sus propias ideas. Tomando como punto de partida la novela de Jack London, Martin Eden, la cosmovisión radical y utópica de Stone surgió paulatinamente de sus lecturas. Aunque su pensamiento nunca había dependido de una ideología o un partido durante el periodo de McCarthy sus opiniones radicales chocaron aún más con el consenso dominante.
Según el editor de The Nation, Victor Navasky, el periodismo de Stone se basaba en trabajar sobre documentos poco conocidos del dominio público; algunos de sus mayores logros periodísticos fueron logrados rastreando a través de voluminosos informes oficiales generados por el gobierno. Navasky también cree que como representante de un periodismo de investigación de izquierdas en un ambiente a menudo hostil, las historias de Stone necesitaban una carga de prueba altamente exigente para ser creíbles. Navasky defiende que los artículos de Stone estaban bien documentados, a menudo con documentos oficiales. Navasky describe la «decisión de Stone de recorrer y devorar documentos públicos, enterrarse en el The Congressional Record, estudiar actas, debates y audiencias de comités del congreso desconocidos, con el objetivo de encontrar datos valiosos, contradicciones en la línea oficial, ejemplos de mendacidad burocrática y política, documentación de incursiones en los derechos civiles y las libertades».
El estilo de Stone se distinguió, no obstante, no solo por su incisiva crítica y su capacidad para extraer información de materiales oficiales ignorados por otros periodistas, sino también por su perspectiva histórica. En los años cincuenta, el I. F. Stone's Weekly cubrió temas que abarcaron desde el Macarthismo, el gasto de defensa, la Unión Soviética, la Corte Suprema y los derechos civiles.

## Legado
El 5 de marzo de 2008, la Nieman Foundation for Journalism de la Universidad de Harvard anunció sus planes de convocar un premio anual, la Medalla I.F. Stone para la independencia periodística.
En 2008, The Park Center for Independent Media y the Roy H. Park School of Communications crearon el Izzy Award, llamado así en honor de Stone. El premio está dirigido a «medios independientes, periodistas, o productores por contribuciones a nuestra cultura, política, o periodismo creado fuera de las tradicionales estructuras corporativas» por «logros especiales en el ámbito de los medios independientes». 
 Entre los galardonados con el Izzy Award figuran Amy Goodman, Glenn Greenwald y Jeremy Scahill.

## Premios
- Premio Eleanor Roosevelt[21]
- Premio George Polk de la Long Island University[21]
- Premio a la Libertad intelectual de la American Library Association[21]
- Premio de la Johns Hopkins School de Estudios internacionales avanzados[21]
- Premio A.J. Liebling for Journalistic Distinction[21]
- Premio de periodismo de la Universidad de Columbia[21]
- Premio Nacional de Periodismo del Club de Prensa[21]
- Premio de la Unión Estadounidense por las Libertades Civiles[21]
- Premio al defensor de la Primera Enmienda de la Catholic Univ. Law School[21]

## Publicaciones
- The Court Disposes (1937)
- Business as Usual (1941)
- Underground to Palestine (1946) ISBN 0-394-50274-4
- This is Israel (1948)
- The Killings at Kent State (1971) LCCN 73148389
- The I.F. Stone's Weekly Reader (1973) ISBN 0-394-48815-6
- The Trial of Socrates (Anchor Books, 1988) ISBN 0-385-26032-6
- A Noncomformist History of Our Times (Little, Brown and Company, 1989)
  - The War Years, 1939–1945. ISBN 0-316-81777-5
  - The Hidden History of the Korean War, 1950–1951. ISBN 0-316-81770-8
  - The Truman Era, 1945–1952. ISBN 0-394-71908-5
  - The Haunted Fifties, 1953–1963. ISBN 0-394-70547-5
  - In a Time of Torment, 1961–1967. ISBN 0-224-61464-9
  - Polemics and Prophecies, 1967–1970. ISBN 0-316-81747-3
- Best of I. F. Stone. Public Affairs (2006). ISBN 978-1-58648-463-7